# 勐海豆腐柴
勐海豆腐柴（学名：Premna fohaiensis）为马鞭草科豆腐柴属下的一个种。

## 扩展阅读
- 維基物種上的相關：勐海豆腐柴